# Georg Dubislav Ludwig von Pirch

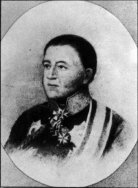
Georg Dubislav Ludwig von Pirch

Georg Dubislav Ludwig von Pirch (13 de diciembre de 1763 - 3 de abril de 1838) fue un teniente general prusiano que luchó en las guerras napoleónicas, participando en las batallas de Leipzig y Waterloo. A veces es referido como Pirch I para distinguirlo de su hermano menor, Otto Karl Lorenz von Pirch, referido como Pirch II.

## Biografía
Georg Dubislav Ludwig von Pirch nació el 13 de diciembre de 1763 en Magdeburgo.
En 1775 Pirch empezó su carrera en el ejército prusiano, convirtiéndose en cadete en el regimiento de infantería N.º 45 de Hesse-Kassel. En 1787 vio acción en la invasión prusiana de Holanda y en 1793 participó en el Sitio de Maguncia. Pasó a ser prisionero francés durante dos años después de la derrota prusiana en la batalla de Jena en 1806. Cuando se inició la guerra de la Sexta Coalición Pirch fue nombrado comandante de una brigada en abril de 1813. Sirviendo en el Ejército de Bohemia, luchó en las batallas de Lützen, Bautzen, Dresde, y Kulm, ganándose la promoción al rango de Mayor General y ambas clases de la Cruz de Hierro. En la batalla de Leipzig lideró la captura de la población de Probstheida, a pesar de sufrir graves pérdidas en su brigada; por su papel en la batalla le fue concedida la Pour le Mérite con hojas de roble y la rusa Orden de Santa Ana de primera clase. En 1814 participó en la batalla de Laon a las órdenes de Blücher.
En mayo de 1815 el General Ludwig von Borstell, comandante del II Cuerpo prusiano, fue mandado a casa después de protestar contra el rudo trato a las unidades sajonas rebeldes. Pirch lo reemplazó como comandante del cuerpo. Al inicio de la campaña de Waterloo, el II Cuerpo de Pirch contaba con 30.000 hombres y oficiales. El cuerpo se vio fuertemente comprometido en la batalla de Ligny el 16 de junio, sufriendo unas 6000 bajas y un número similar de desertores. El 18 de junio el Cuerpo de Pirch partió de Wavre siguiendo el IV Cuerpo de Bülow, alcanzando finalmente el flanco de Napoleón en la batalla de Waterloo. La unidad a la cabeza de Pirch, la 5ª Brigada de Infantería, se unió al fuerte combate en la población de Plancenoit. Solo una parte del II Cuerpo de Pirch vio acción en la batalla, ya que una parte significativa se quedó empantanada en caminos rurales embarrados. Después de la batalla Pirch recibió la tarea de detener la retirada de la fuerza de Grouchy en Wavre, pero su asalto en Namur fracasó debido al agotamiento de sus tropas y la falta de reconocimiento. Después de Waterloo Pirch entregó el mando del II Cuerpo al Príncipe Augusto de Prusia.

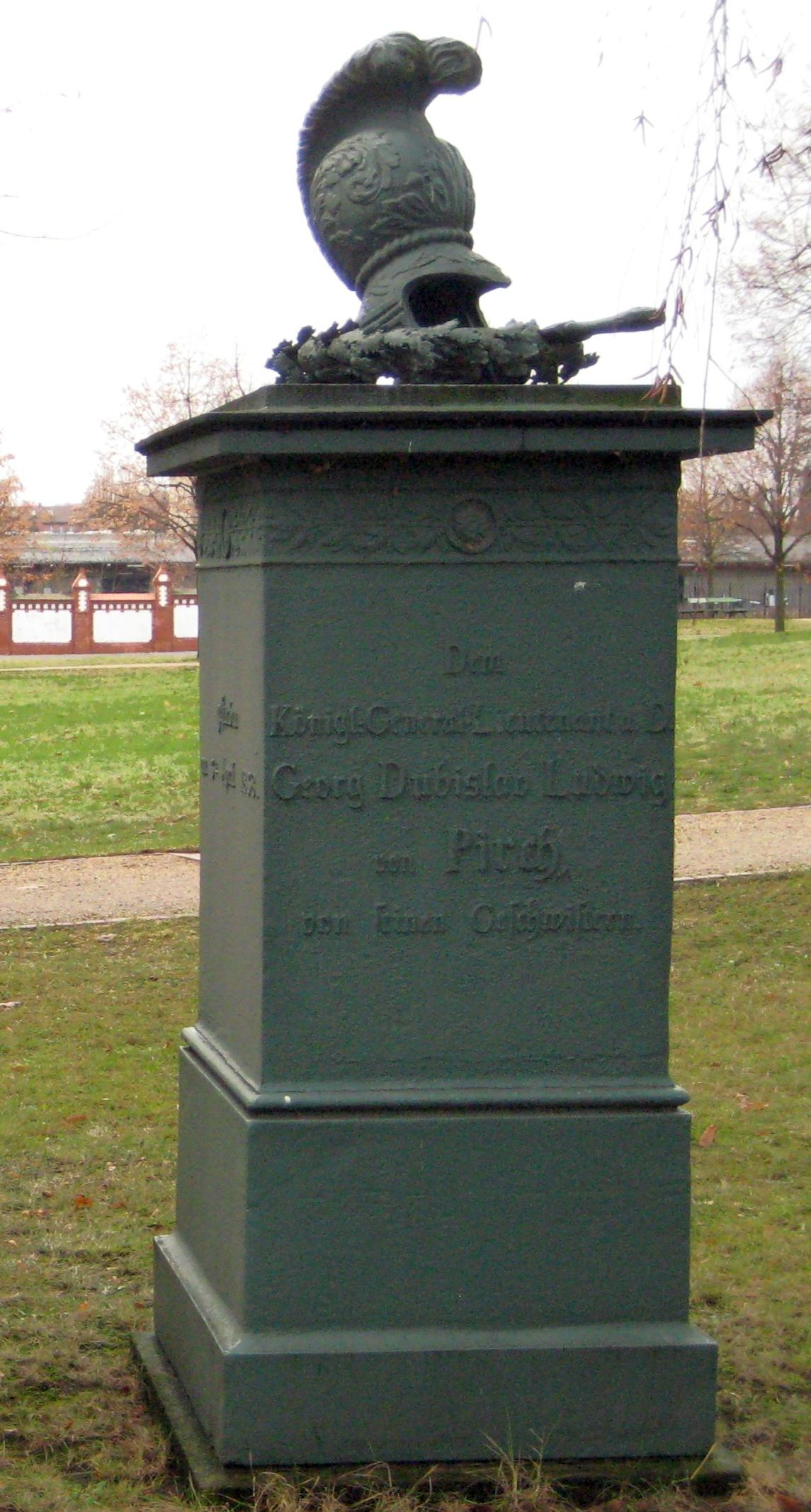
Tumba de Pirch en el Cementerio de los Inválidos.

Después del fin de la guerra Pirch fue promovido a teniente general y recibió una donación de 4000 táleros y múltiples condecoraciones, incluyendo la Orden del Águila Roja de primera clase con hojas de roble y la rusa Orden de San Jorge de tercera clase. Se retiró en 1816 debido a que su creciente sordera lo hacía incapaz para el servicio. Pirch murió en Berlín el 3 de abril de 1838.

## Evaluación
El general prusiano August von Nostitz caracterizó a Pirch como un líder adecuado para el mando en niveles bajos, donde podría llevar a cabo apropiadamente sus órdenes, y no requeriría actuar con independencia teniendo en cuenta las circunstancias y objetivos más importantes.